# Parcon
Parcon jest najstarszym czechosłowackim konwentem fanów fantastyki. Czechosłowackim dlatego, że po rozpadzie Czechosłowacji fandom tego państwa nie rozdzielił się.

## Historia
Parcon odbywa się nieprzerwanie od 1982 roku. Pierwsze pięć odbyło się w Pardubicach nad Łabą - stąd nazwa.
Parcon 2010 połączony był  z Euroconem i polskim Polconem w Cieszynie i Czeskim Cieszynie na granicy polsko-czeskiej. Parcon gościł już Eurocon wcześniej w 2002 roku w miejscowości Chotěboř.